# De Facto (banda)
De Facto fue el proyecto lateral de Cedric Bixler-Zavala, Omar Rodríguez-López, integrantes de At The Drive-In y The Mars Volta, así como del teclista Isaiah Ikey Owens, el manipulador de sonido Jeremy Michael Ward y John Frusciante, guitarrista de los Red Hot Chili Peppers. La banda comenzó a actuar en pequeñas sesiones después de los shows de At The Drive-In.
La banda original conformada por Omar, Cedric, Jeremy y John se presentaban shows locales alrededor de su ciudad de origen El Paso, Texas. Cedric en aquel tiempo decía, "Realmente nos hacíamos llamar los Sphinktators, eso era mucho antes de llamarnos De Facto, que era un poco más rockero". Omar que era realmente el vocalista de los Sphinktators recuerda, "Usabamos sonidos psicodélicos, Cedric tocaba el bajo, Jeremy la guitarra, Ralp (Jasso) la batería y John la guitarra, que al principio usaba acústica en vez de eléctrica". Antes de su primera grabación se inspiraron en el nombre de 'De Facto Cadre’ Dub' el cual fue reducido a De Facto. 
Su primera grabación fue el disco titulado How Do You Dub? You Fight For Dub, You Plug Dub In el cual fue lanzado por Headquarter Records, ahora conocido como Restart Records.
Cuando Omar conoce a Ikey en un show de hip-hop estos intercambiaron números y después Ikey se reúne a ellos durante una de sus presentaciones y es entonces cuando se integra a De Facto como teclista.

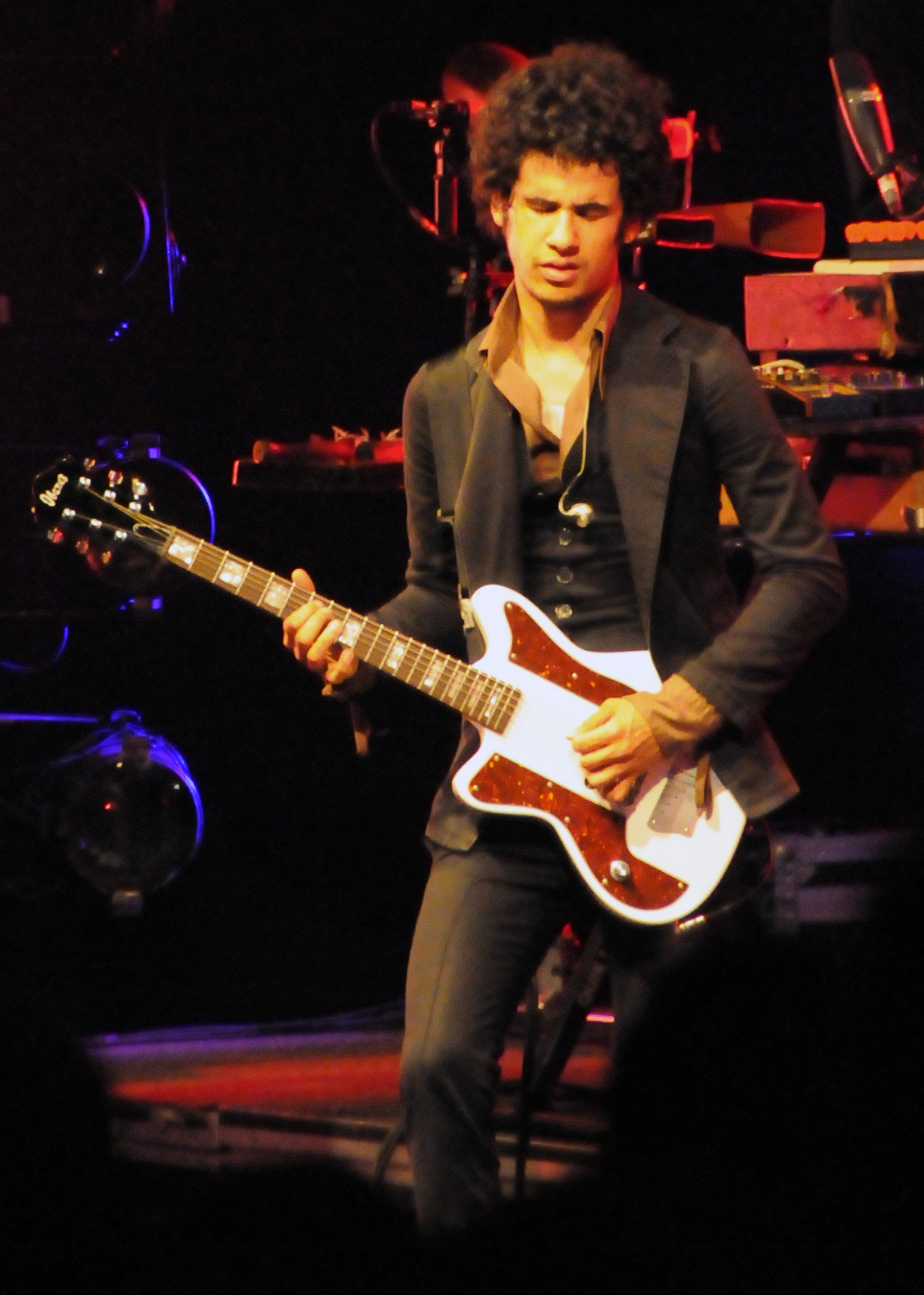
Omar Rodríguez-López, en Latitude Festivala.

Después del primer álbum la formación de la banda fue cambiada. Cedric pasó de tocar el bajo a tocar la batería justo como lo hacía en su primera banda El Paso Pussycats y Omar tocaba el bajo, también como lo hacía en At The Drive-In cuando éste ingreso por primera vez a dicha banda. Jeremy, que era el sound manager de At the Drive-in y primo de Jim Ward, intervenía con samples, cantaba e hizo un trabajo escaso en la guitarra, que en realidad casi toda la guitarra y los solos los hacía John. Pero los sonidos de las guitarras fueron quedando atrás cuando Ikey se integró al grupo.
Su siguiente álbum, Megaton Shotblast! fue lanzado por el sello Gold Standard Records, y este tuvo un éxito inmediato, probablemente en parte, por la popularidad que Cedric y Omar tenían por ser integrantes de At The Drive-In. El estilo general del grupo fue Instrumental Dub pero también permeados por estilos como electrónica, salsa y jazz. Estas nuevas ideas condujeron a lo que eventualmente sería la siguiente banda, The Mars Volta.
La posibilidad que De Facto tenga para volver a juntarse es casi nula debido a la muerte de Jeremy Ward sucedida en junio de 2003 y la de Ikey en 2014.

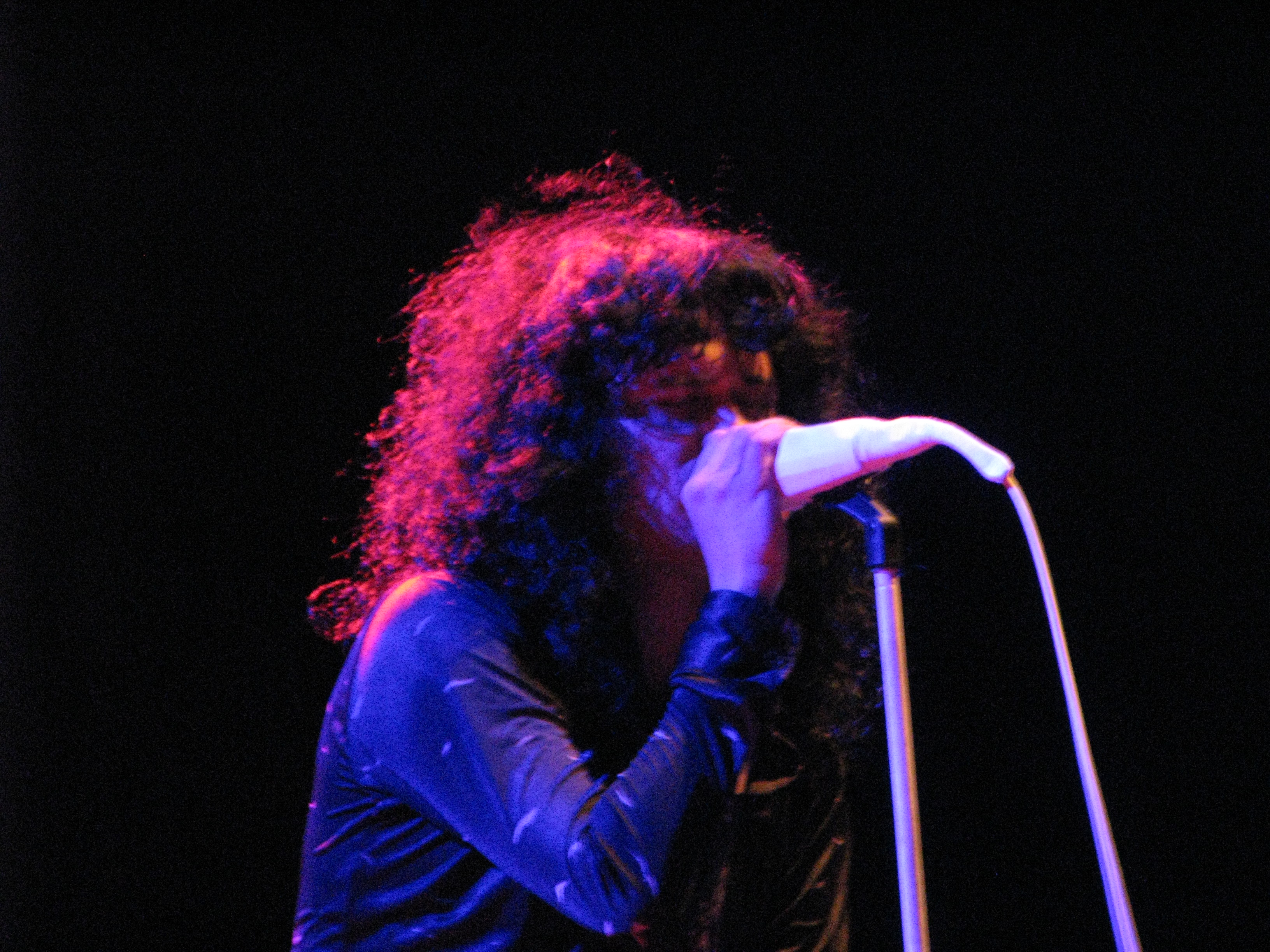
Cedric Bixler Zavala.

## Discografía

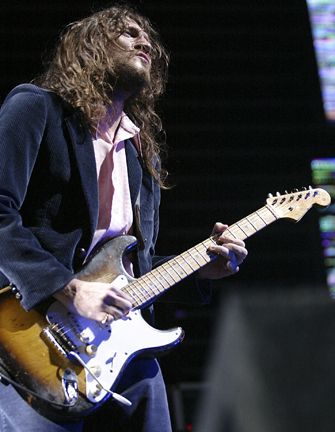
John Frusciante.

### Álbumes de estudio
- ¡Megaton Shotblast! (2001)
- How Do You Dub? You Fight For Dub. You Plug Dub In. (2001)
- Légende du Scorpion à Quatre Queues (2001)

### EP y sencillos
- "456132015" (2001)[1]